# 李尚衮
李尚衮（1553年—1592年），字補之，號南滙、又号震瀛，直隸松江府上海县人，明朝政治人物。

## 生平
萬曆四年（1576年）丙子科應天府鄉試舉人。易五房，萬曆十七年己丑科会试中式，未殿试，二十年（1592年），登壬辰科第二甲第三十三名進士。吏部觀政，未仕卒。

## 家族
曾祖李皖；祖父李府；父李季。